# Spasonosna biosinteza
Spasonosna biosinteza (eng. salvage pathway) jedan je od načina na koji nastaju nukleotidi. Drugi način nastajanja nukleotida jest sinteza de novo, a oba su puta važna u metabolizmu stanice.
Pri spasonosnom putu organizam reciklira slobodne baze i nukleozide oslobođene tijekom razgradnje nukleinskih kiselina. Reciklirane baze vežu se na aktiviranu ribozu-5-fosforibozil-1-pirofosfat (PRPP).

## Vanjske poveznice
- Nukleotidi[neaktivna poveznica]
- Biosinteza nukleotida[neaktivna poveznica]